# Coral Records
Coral Records — американський лейбл звукозапису, створений 1949 року.
Лейбл звукозапису Coral Records було засновано 1949 року як дочірню компанію американського відділення звукозаписної компанії Decca. На Coral Records записувалися тогочасні зірки популярної музики, серед яких тріо Сестри Макгвайр, Тереза Брюер та Деббі Рейнольдс, а за межами США їхні записи видавалися на іншому лейблі Decca, британському Vogue-Coral. Єдиним синглом Coral Records, що очолив американський хіт-парад, стала пісня Деббі Рейнольдс «Теммі» з фільму «Теммі і холостяк» (1957).
В другій половині 1950-х років на Coral Records почали виходити записи рок-н-рольних виконавців, таких як Джонні Бернетт. Проте найбільшою зіркою лейблу став Бадді Голлі, який з 1957 по 1959 роки випустив на Coral Records декілька платівок разом з гуртом The Crickets (що мав контракт з іншим лейблом Decca Brunswick) та під власним ім'ям. 1959 року Голлі загинув в авіакатастрофі, але лейбл продовжував перевидавати його старі платівки та архівні записи. Іншим провідним виконавцем Coral Records став соул-співак Джекі Вілсон.
1962 року компанію Decca US придбав лейбл MCA Records, після чого Coral Records було закрито. Загалом лейбл проіснував менше ніж два десятиліття. Права на архівні записи Бадді Голлі та гурту The Crickets, що виходили на Coral та Brunswick, 1976 року викупив Пол Маккартні.